# Аборти в Данії

Правовий статус абортів у світі:
Легальний
Легальний при зґвалтуванні та за медико-соціальними показниками
Легальний у випадках (або заборонений, окрім випадків) зґвалтування, медико-соціальних протипоказань
Заборонений, окрім випадків зґвалтування та медико-соціальних протипоказань
Заборонений, окрім випадків загрозі життю жінки, та при наявності психічних і патологічних протипоказань
Заборонений без виключень
Відмінності за регіонами
Відсутні дані

Аборти в Данії повністю узаконені від 1 жовтня 1973 року. Відтоді аборт можна робити на вимогу жінки, якщо строк її вагітності не перевищує 12 тижнів. Згідно з цим законом, пацієнтка має бути старшою 18 років, щоб зважитися на аборт самостійно; батьківська згода потрібна, якщо вона неповнолітня. Аборт можна виконувати
після 12 тижнів, якщо життя або здоров'я жінки перебуває в небезпеці. Жінці також може бути видано дозвіл на аборт після 12 тижнів, якщо доведено наявність певних обставин (як-от поганий соціально-економічний стан жінки; ризик появи вроджених вад у плоду; вагітність внаслідок зґвалтування; ризик для психічного здоров'я жінки).
Аборти вперше дозволили 1939 року. Жінка могла законно пройти через аборт у разі, якщо лікарі визнають, що вагітність потрапляє в одну з трьох категорій (шкідлива або смертельна для жінки, високий ризик вроджених дефектів у плоду, або вагітність внаслідок зґвалтування). Трохи більш як половина заявок, що надійшли в 1954 й 1955 роках, були прийняті; низький прийом заявок був пов'язаний зі сплеском нелегальних абортів поза лікарнями. Поправки до 1939 закону, прийняті 24 березня 1970 року, дозволяли аборти на вимогу тільки для жінок віком до 18 років, які були визнані «погано пристосованими для материнства», а також жінкам віком понад 38 років.
Закон 1973, який узаконив аборти на вимогу, замінив закон 1970 року і все ще чинний донині.
Станом на  2013 рік кількість абортів становила 12,1 на 1000 жінок віком 15-49 років, що нижче, ніж середній показник для скандинавських країн. Переважна більшість данців підтримують доступ до легальних абортів. Опитування 2007 року показало, що 95 % підтримують це право.